# Date al diavolo un bimbo per cena
Date al diavolo un bimbo per cena è il quarto singolo estratto dall'album di Jovanotti Il quinto mondo, distribuito nel 2002.
Il brano è scritto da Jovanotti, con musica di Saturnino e di Jovanotti.
Il brano è totalmente rap, senza parti melodiche, e nel testo Jovanotti sfoga i propri sentimenti in un flusso di coscienza che combina giochi di parole e citazioni (fra le quali il Canzoniere di Petrarca, la Divina Commedia di Dante, il Libro dei Mutamenti e altri). Il titolo fa riferimento invece agli ingoiatori di bambini de La bussola d'oro di Philip Pullman. La canzone è la più acre e più lunga del disco, dura 12 minuti, ma è stata commercializzata come singolo solo nella prima parte, lunga oltre 4 minuti. Contiene, attorno al quarto minuto, un assolo di sassofono di Kenny Garrett.